# Abel Muzorewa

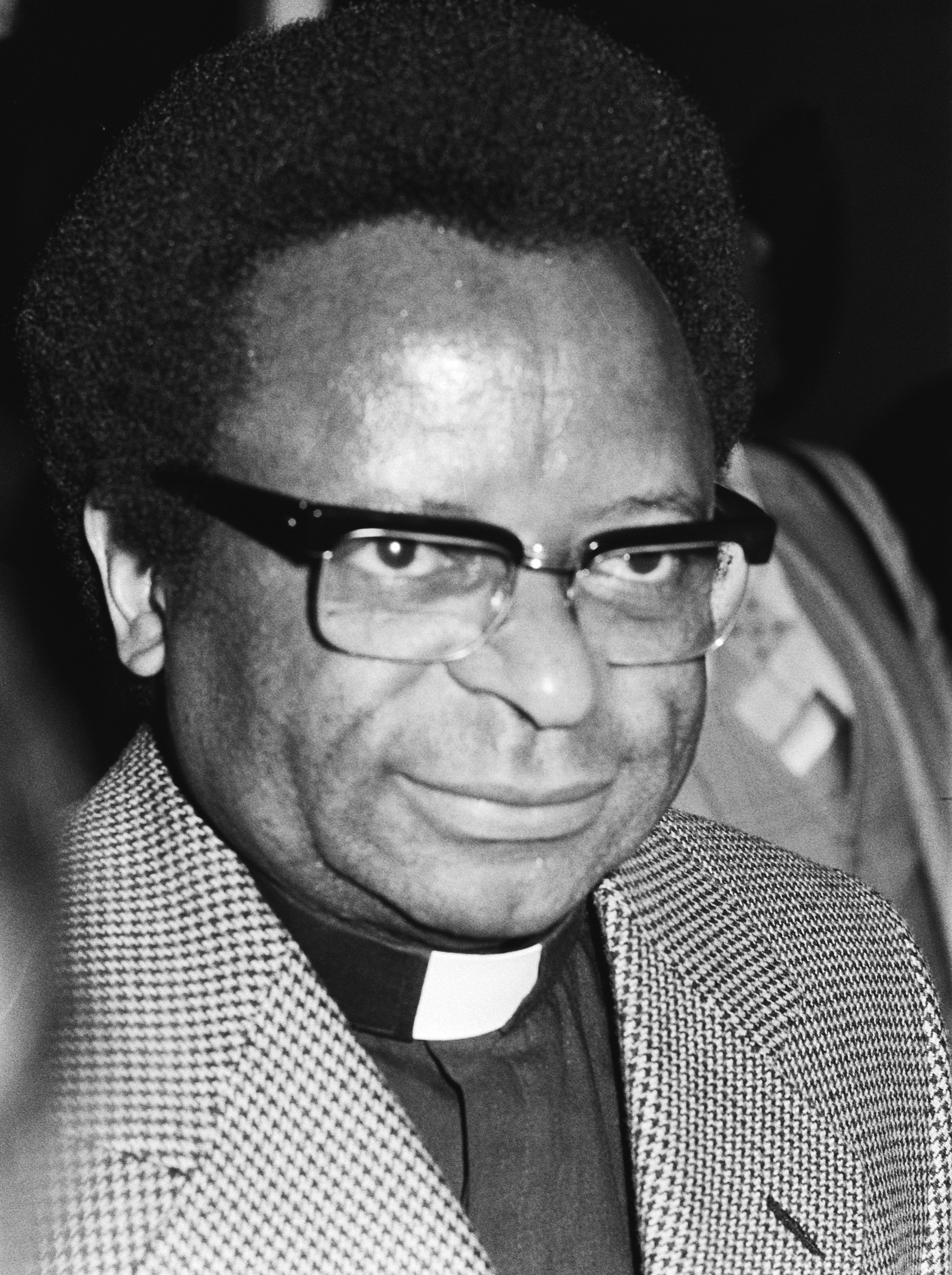
Abel Muzorewa (1978)

Abel Tendekayi Muzorewa (* 14. April 1925 in Umtali, Südrhodesien; † 8. April 2010 in Borrowdale bei Harare) war ein evangelisch-methodistischer Bischof, rhodesischer bzw. simbabwischer Politiker des United African National Council (UANC) und in der Übergangszeit von Juni bis Dezember 1979 der einzige Premierminister von Simbabwe-Rhodesien. In seiner Amtszeit wurde das Lancaster-House-Abkommen geschlossen, das zur Unabhängigkeit Simbabwes führte.

## Leben
Muzorewa war das älteste von acht Kindern eines Laienpredigers aus dem Volk der Shona. Zwischen 1943 und 1947 arbeitete er als Lehrer in Murewa. Danach war er bis 1947 Prediger in Mtoko. Nach einem Theologiestudium am Old Umtali Biblical College wurde Muzorewa 1955 ein Pastor in Chiduku bei Rusape. Von 1958 bis 1963 studierte er in den USA am Central Methodist College in Fayette (Missouri) sowie am Scarritt College in Nashville (Tennessee) und schloss mit einem Mastergrad ab.
Nach seiner Rückkehr nach Südrhodesien wurde er Jugenddirektor der Methodistenkonferenz und protestierte gegen die Ausweisung des amerikanischen Bischofs Ralph Edward Dodge. Die von der weißen Minderheit dominierte Regierung unter Ian Smith erklärte 1965 einseitig die Unabhängigkeit Rhodesiens von Großbritannien, die jedoch international nicht anerkannt wurde.

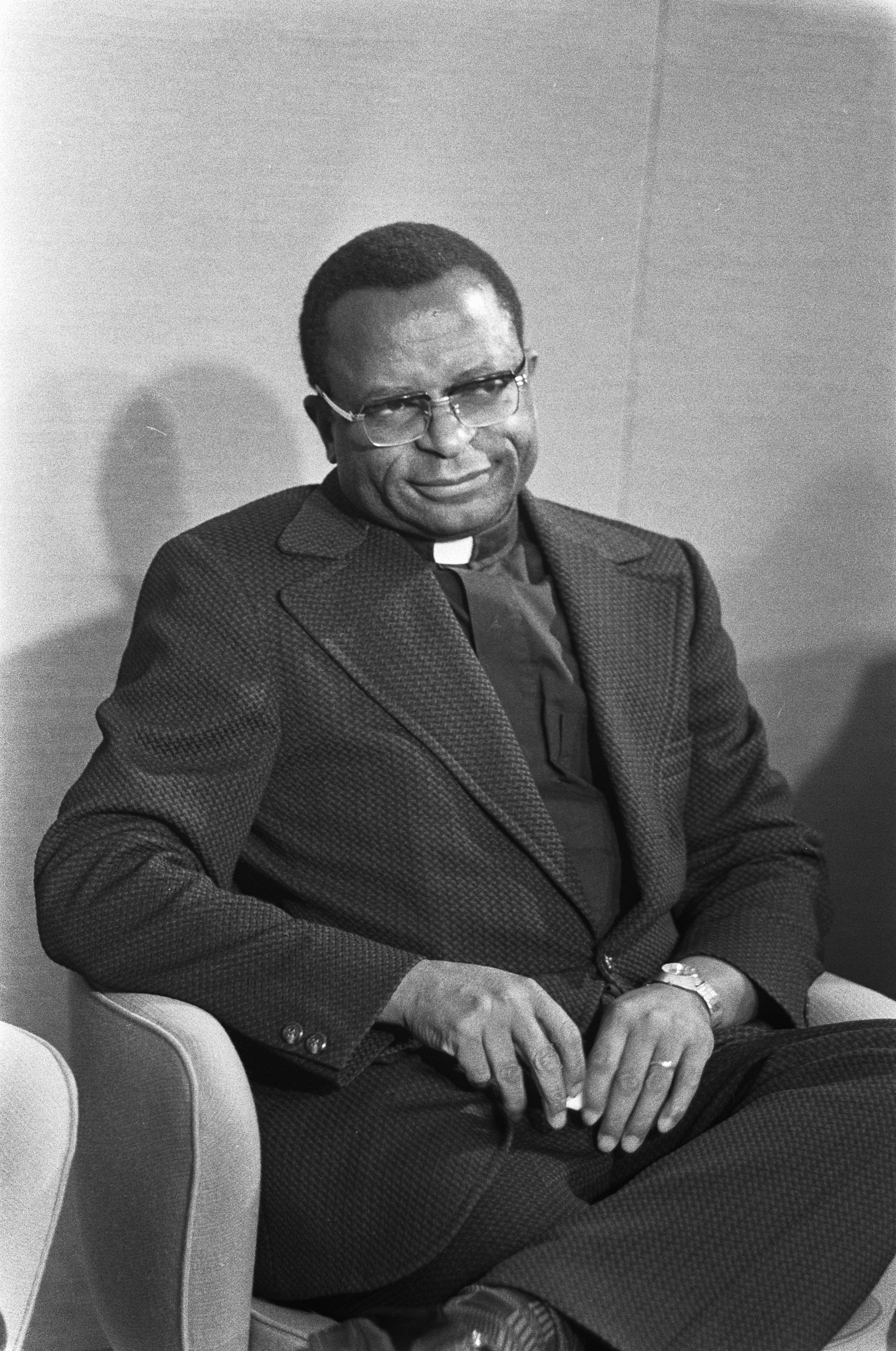
Bischof Muzorewa bei einer Pressekonferenz in den Niederlanden (1975)

Im Jahr 1968 wurde Muzorewa zum Bischof der United Methodist Church in Rhodesien gewählt. In dieser Position war er ein Wortführer der schwarzen Bevölkerungsmehrheit gegen Ian Smiths Regierung. Er gehörte Ende 1971 zu den Gründern des African National Council (ANC) und wurde zu dessen Vorsitzenden gewählt. Muzorewa stand für gewaltlosen Widerstand gegen das weiße Minderheitsregime und galt im Vergleich zu den militanten kommunistischen Gruppen ZANU und ZAPU als moderat. Als Vertreter des ANC nahm Muzorewa 1976 an der Rhodesien-Konferenz in Genf teil, die jedoch erfolglos blieb. Nach einem Führungsstreit im ANC nahm Muzorewas Flügel 1976 den Namen United African National Council (UANC) an.
Am 3. März 1978 schloss Abel Muzorewa mit dem Methodistenpfarrer Ndabaningi Sithole und dem Stammesoberhaupt Jeremiah Chirau von den ebenfalls moderaten afrikanisch-nationalistischen Gruppen ZANU–Ndonga und ZUPO sowie dem weißen Ministerpräsidenten Ian Smith das sogenannte Internal Settlement („innere Einigung“). Binnen eines Jahres sollte eine Wahl stattfinden, bei der auch die schwarze Bevölkerungsmehrheit wahlberechtigt war, aber ein Teil der Parlamentssitze für die bislang privilegierte Minderheit der weißen Grundbesitzer (“White Roll”) reserviert blieb. Die zur Patriotic Front zusammengeschlossenen militanten Widerstandsgruppen ZANU und ZAPU, geführt von Robert Mugabe und Joshua Nkomo, lehnten den Kompromiss jedoch ebenso wie der Sicherheitsrat der Vereinten Nationen ab.
Bei der Parlamentswahl im April 1979 gewann Abel Muzorewas UANC in der “Common Roll” 67,3 % der Stimmen und damit 51 der insgesamt 100 Parlamentssitze, Muzorewa wurde als Abgeordneter der Provinz Mashonaland East ins House of Assembly gewählt. ZANU und ZAPU boykottierten und störten die Wahl und der UN-Sicherheitsrat erkannte sie nicht an. Am 28. Mai 1979 wählte das Parlament Josiah Zion Gumede zum Staatspräsidenten, dieser ernannte tags darauf Muzorewa zum Premierminister. Ian Smith war nur noch Minister ohne Geschäftsbereich. Am 1. Juni 1979 wurde das Land in Simbabwe-Rhodesien umbenannt und erhielt eine neue Flagge. Die bewaffneten Einheiten von ZANU und ZAPU setzten unterdessen den Bürgerkrieg fort. Die britische Regierung forderte die Bürgerkriegsparteien auf, eine Lösung herbeizuführen. Vom 10. September bis 15. Dezember 1979 fand deshalb die Londoner Konferenz statt, an deren Ende Muzorewa als Vertreter Simbabwe-Rhodesiens am 21. Dezember 1979 mit Mugabe (ZANU) und Nkomo (ZAPU) sowie dem britischen Außenminister Lord Carington das Lancaster-House-Abkommen schloss. Danach kehrte Südrhodesien vorübergehend zum Status einer britischen Kronkolonie zurück, aber nur um Neuwahlen abzuhalten und anschließend offiziell in die Unabhängigkeit entlassen zu werden.
Robert Mugabes ZANU gewann die Wahl im Februar 1980 mit deutlicher Mehrheit. Muzorewas UANC kam trotz Unterstützung durch die staatlichen Medien, Polizei und Armee sowie dem Einsatz von Hubschraubern im Wahlkampf auf nur noch drei Sitze. Am Tag der endgültigen Unabhängigkeit Simbabwes am 18. April 1980 übernahm Mugabe das Amt des Premierministers.
Muzorewa kandidierte 1996 bei der Präsidentschaftswahl gegen Robert Mugabe, der das Amt seit 1987 innehatte. Nachdem der Oberste Gerichtshof seinen Eilantrag gegen das Wahlgesetz, das den Amtsinhaber und seine ZANU-PF bevorzugen würde, verworfen hatte, zog Muzorewa seine Kandidatur einen Tag vor der Wahl zurück. Sein Name stand dennoch auf den Wahlzetteln und er erhielt 4,8 Prozent der Stimmen.

## Ehrungen
- 1973: Menschenrechtspreis der Vereinten Nationen[4]